# Церковь Спаса Преображения (Ольховчик)
Церковь Спаса Преображения ― православный храм в селе Ольховчик, Чертковский район, Ростовская область, Россия. Относится к Чертково-Калитвенскому благочинию Шахтинской и Миллеровской епархии. Построена в 1873 году.

## История
Церковь Спаса Преображения в селе Ольховчик была построена и освящена в 1873 году при активном участии местных жителей. При церкви на деньги прихожан в 1888 году была построена двухклассная церковно-приходская школа, в которой уже в 1912 году обучалось около более сотни детей (хотя обучение было платным). Здание храма было кирпичным, крыша была покрыта железом, колокольни же не было. До революции здесь так же пел церковный хор.
В 1926 году, во время гонений на Церковь со стороны советской власти, Храм Спаса Преображения был закрыт. В 1942 году бывшие прихожане обратились к властям с просьбой о повторном открытии церкви, но получили отказ на основании того, что здание храма к тому времени использовалось в качестве зернохранилища ― что, впрочем, уберегло его от разрушения.
На сегодняшний день церковь действует по-прежнему. По состоянию на 2015 год в ней велись работы по восстановлению здания.